# Never Enough (Rex Orange County)
''Never Enough'' is een nummer van Rex Orange County. Het nummer werd onafhankelijk uitgebracht als single op 25 april 2017, een dag voordat het tweede studioalbum Apricot Princess werd uitgebracht, en is het negende nummer op het album. Het nummer verscheen ook in het computerspel FIFA 18 van EA Sports. Een live-uitvoering van het nummer werd uitgebracht op 30 september 2020 op het livealbum Live at Radio City Music Hall.

## Achtergrond
''Never Enough'' gaat over de dood van zijn grootvader, zijn asociale neigingen en zijn ogenschijnlijke romantische falen. Het illustreert naar zijn zeggen hoe de mensen om je heen voortdurend naar je kijken voor een reactie, verwachtend dat je met hen huilt of een steunpilaar bent, maar Rex vindt zichzelf schijnbaar nergens. Hij is echt in de war, overspoeld met emoties die hij niet kan uiten aan de mensen die dicht bij hem staan. Hij is het beu dat mensen hem vertellen dat het hem spijt, en hij wil gewoon dat iemand hem de hand reikt en hem echt helpt.
Het nummer bevindt zich stevig op rockterrein, met een reeks gitaren, synths en zelfs een drummachine met kicks om te openen. Het nummer bevat een vloeiende synthsectie, een terugval naar rock en dan een plotselinge zware thrash voordat het uitmondt in een refrein. Na twee refreinen op een gitaarsolo, bevat het laatste deel van het nummer de breakdown.
Undertone vertelde over het nummer, "Een nummer wordt vaak omschreven als "opvallend" of "uitzonderlijk". Maar als er één nummer is dat deze lof echt verdient, dan is het zeker Never Enough. Je bent buiten adem tegen de tijd dat het slotakkoord komt, en vraagt je af waar die vijf minuten gebleven zijn."

## Medewerkers
- Rex Orange County - producent, programming, gitaar, keyboard, drums
- Two Inch Punch - producent
- Ben Baptie - mixing, opnametechniek
- Joe MacLaren - contrabas
- John Davis - mastering

Alexander O'Connor